# Rock mineiro
Rock mineiro é um termo utilizado, primeiramente, para referenciar grupos de rock surgidos no estado brasileiro de Minas Gerais. O cenário do rock de Minas Gerais surgiu em meados da década de 70 no Brasil por influências do rock britânico e teve sua ascensão na década de 80 com a entrada do gênero metal no país, seguido do pop rock e reggae. 

## Contexto
O rock mineiro teve seus primórdios no movimento Clube da Esquina, fruto da amizade entre o cantor, compositor e instrumentalista Milton Nascimento e os irmãos Borges (Marilton, Márcio e Lô), após o cantor ter se mudado para Belo Horizonte em 1963. O movimento se fundia com as inovações trazidas pela bossa nova, jazz e rock – sobretudo Beatles – e influências da música folclórica mineira com alguns elementos da música erudita e música hispânica. Em 1972, foi lançado o disco Clube da Esquina, um marco da música popular brasileira ao trazer renovação estética e melódica a partir da integração do rock progressivo com a música popular.

## Década de 1980

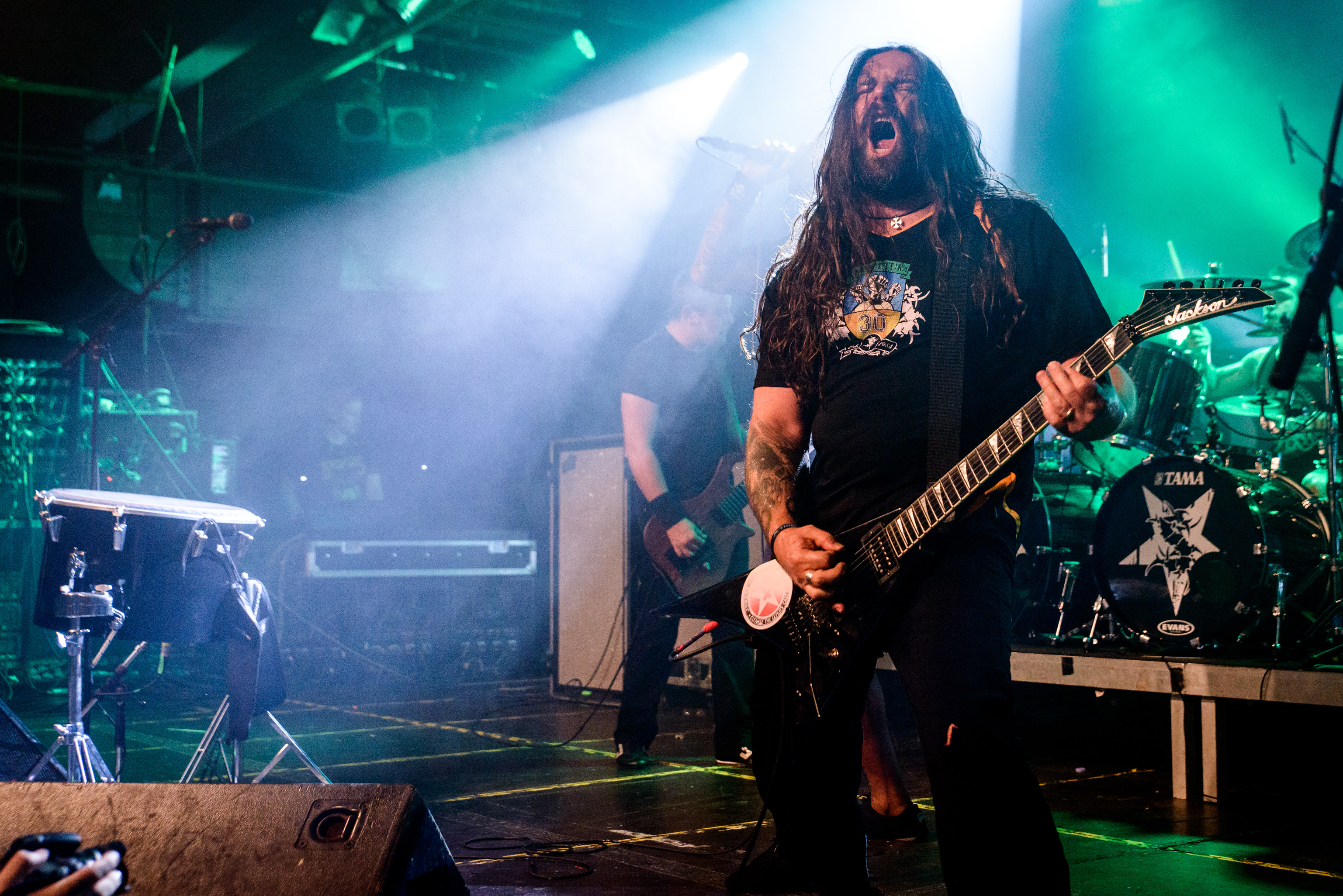
Banda Sepultura

Foi na década de 80 que o cenário do rock mineiro começou a se consolidar e teve sua ascensão com a formação de bandas do estilo heavy metal, muitas de sucesso internacional. De acordo com Ricardo Alexandre, no livro Dias de Luta: o Rock e o Brasil dos anos 80 (2002, p. 314), o cenário teve suas origens no pequeno circuito formado pelas danceterias Ponteio e Cine-Show Santa Tereza que recebiam grandes nomes do pop rock brasileiro e permitiam que bandas locais fizessem a abertura desses shows. Esteticamente, as bandas da região se dividiam em três turmas: a Tribo de Selos, alinhado ao rock progressivo e ao hard rock (como as bandas Kamikaze e Serpente); os grupos criados ao redor da UFMG, influenciados pelo pós-punk (Último Número, Sexo Explícito, O Grande Ah!...); e um grupo revelado pelos festivais do Colégio Pitágoras de caráter mais pop e influenciado pelo rock carioca (Pouso Alto, Circuito Fechado, Transe em Transe e Nero). Em 1987, o selo Plug lançou a coletânea Rock Fort, com diversas faixas desse cenário roqueiro de Minas Gerais, porém não obtiveram muito sucesso. A banda mais sucedida nesse contexto foi a Sexo Explícito, com dois álbuns elogiados pela Eldorado de São Paulo. 
Fora desse circuito, havia a comunidade do Heavy Metal. A cena foi tomada pela banda de metal Sepultura, criada em 1984 pelos irmãos Max Cavalera e Igor Cavalera, que trazia o death metal e thrash metal com elementos de música tribal indígena, africana, japonesa e outros estilos. Logo em seguida, a Cogumelo Records, gravadora independente de Belo Horizonte, lançou inúmeras outras bandas de metal como Overdose, Sarcófago, Chakal, Explicit Hate, Attomica, Mutilator, Sextrash e Impurity, transformado o Heavy Metal mineiro num dos mais representativos do país.A jornada para o sucesso nacional, contudo, foi longa, uma vez que as bandas de metal não encontravam espaço no cenário de rock no Brasil. De acordo com Ricardo Alexandre, no livro Dias de Luta: o Rock e o Brasil dos anos 80 a banda Sepultura só foi ter reconhecimento nacional após uma publicação da revista britânica New Musical Express que colocou a banda duas posições à frente da banda renomada New Order. "Justamente no momento em que todas as portas se fechavam para o rock no Brasil, uma banda mineira de thrash metal chegava à matriz do rock, dando um chapéu na política das grandes gravadoras, nos jabaculês e nos hypes da mídia. 'Não nos valemos de nada no circuito brasileiro', lembra o guitarrista Andreas Kisser (da banda Sepultura). 'Batalhamos tudo sozinhos. Não fazíamos o tipo de música que tocava na rádio, nem o tipo de música que se gravava a sério no Brasil.'" A partir de então, aliado ao surgimento do Rock in Rio em 1985, a cena de heavy metal ganhou força na mídia e também nos fãs. 

## Década de 1990
O começo da década de 90 em Minas Gerais foi marcado pelo surgimento de bandas que misturavam o rock ao estilo musical reggae e estilos brasileiros como o samba, maracatu, baião, entre outros, como é o caso da banda de sucesso Skank, formada pelo antigo integrante da banda Pouso Alto, Samuel Rosa, pelo tecladista Henrique Portugal e pelo baterista do Circuito Fechado Haroldo Ferretti. Mais tarde, vieram à tona os nomes Wilson Sideral e Flávio Landau. Já no final da década, com influência do pop rock, soul e funk, surgem os grupos mineiros Jota Quest, Virna Lisi e Tianastácia, e Patu Fu. No final da década de 90, destacou-se o surgimento das bandas Cálix e Cartoon, expoentes do rock progressivo mineiro, que também fundaram a Orquestra Mineira de Rock, juntamente com a banda Somba.

## Décadas de 2000 e 2010
Influenciadas pelo pop rock alternativo e pela onda de bandas independentes na cena musical norte-americana, surgiram as bandas Graveola e o Lixo Polifônico, Transmissor. Quanto ao cenário do metal, as bandas mais recentes são The Mist e Eminence.

## Década de 2020
Na década de 20 em Minas Gerais a cena do Rock continua ativa com diversas bandas independentes do pop rock ao Heavy Metal. Mais recente em 2023 a banda Lobo Temporal formada em Raposos (região metropolitana de Belo Horizonte) em 2020, assinou contrato com a Musikorama Music e New Music Brasil, parceiras da Francesa Believe Music, lançando mundialmente singles de seu primeiro EP VIVA O QUE É REAL, um rock singular que mistura fortes melodias e letras de reflexão.